# Panipat Taraf Ansar
Panipat Taraf Ansar é uma vila no distrito de Panipat, no estado indiano de Haryana.

## Demografia
Segundo o censo de 2001, Panipat Taraf Ansar tinha uma população de 31 204 habitantes. Os indivíduos do sexo masculino constituem 55% da população e os do sexo feminino 45%. Panipat Taraf Ansar tem uma taxa de literacia de 58%, inferior à média nacional de 59,5%: a literacia no sexo masculino é de 65% e no sexo feminino é de 50%. Em Panipat Taraf Ansar, 16% da população está abaixo dos 6 anos de idade.